# 에드워드 캘빈 켄들
에드워드 캘빈 켄들(영어: Edward Calvin Kendall, 1886년 3월 8일 ~ 1972년 5월 4일)은 미국의 화학자이다. 1950년에 여러 종류의 부신피질 호르몬의 발견 및 그 구조와 생물학적 작용을 발견·연구한 공로로 필립 쇼월터 헨치, 타데우시 라이히슈타인과 함께 노벨 생리학·의학상을 수상했다.

## 수상 경력
- 1949년 : 래스커상
- 1950년 : 노벨 생리학·의학상